# Districts de Stockholm

Les districts de Stockholm depuis 2023

Les districts de Stockholm sont au nombre de onze depuis juillet 2023. Ce sont eux qui ont la responsabilité des écoles primaires, de l'assistance sociale, des loisirs et des moyens culturels locaux).
- Bromma
- Enskede-Årsta-Vantör
- Farsta (district)
- Hägersten-Älvsjö
- Hässelby-Vällingby
- Järva (district)
- Kungsholmen (district)
- Norra innerstaden
- Skärholmen
- Skarpnäck
- Södermalm (district)